# Stadtarchiv Freiburg (Schweiz)

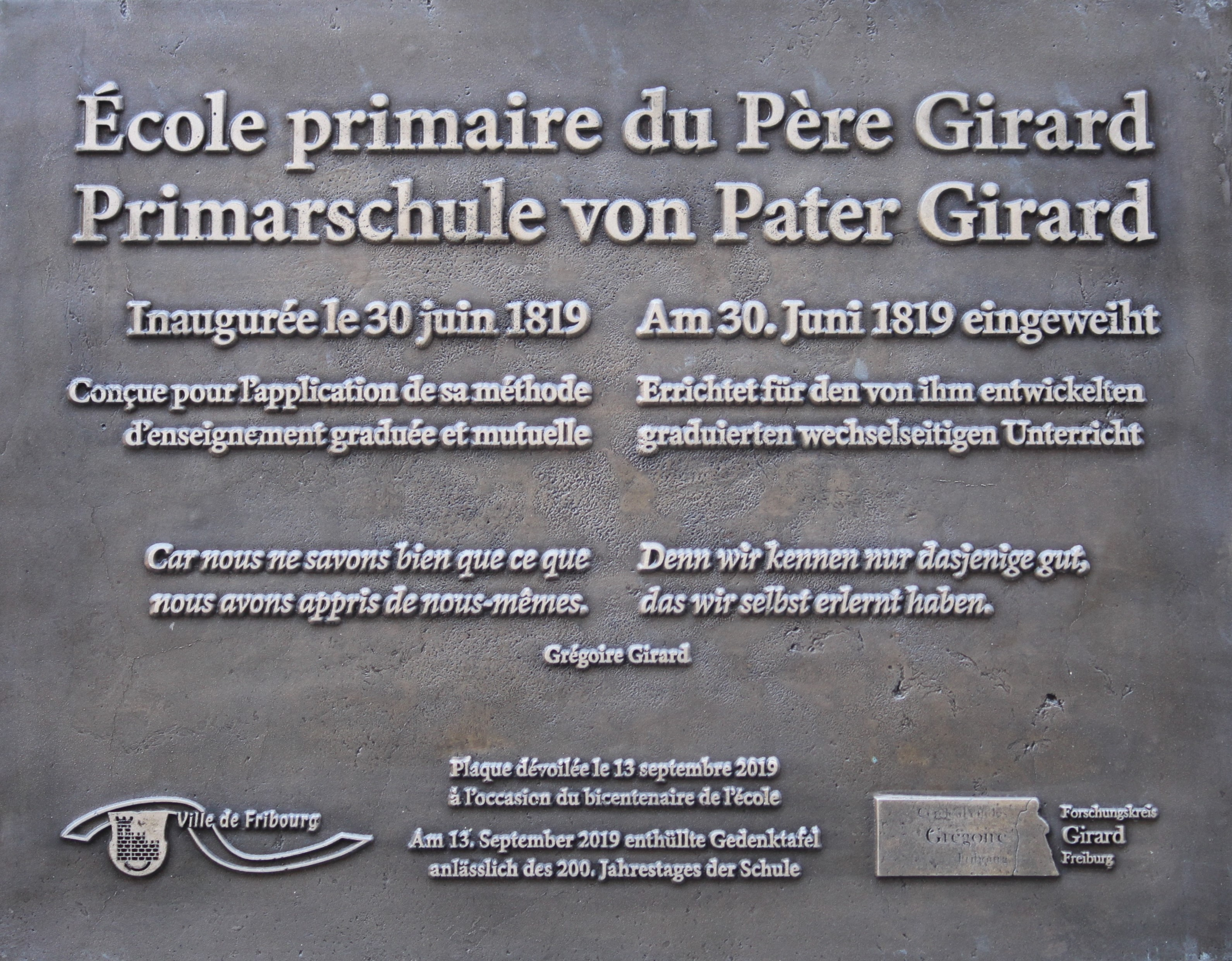
Gedenktafel zur Erinnerung an Père Girards Primarschule an der Chorherrengasse 1, Freiburg

Das Stadtarchiv Freiburg ist das Archiv der Stadt Freiburg in der Schweiz. Es steht im Dienst der Bürger, der Gemeindebehörden und der Gemeindeverwaltung und arbeitet eng mit den kulturellen und historischen Institutionen und Vereinen der Stadt zusammen, um Dokumente, die das kollektive Gedächtnis der Stadt bilden, zu sammeln, zu pflegen und bekannt zu machen.

## Gebäude
Das Gebäude wurde nach Plänen von Pater Gregor Girard ursprünglich als Primarschulhaus erbaut und 1819 eingeweiht. Es befindet sich an der Chorherrengasse 1 in Freiburg, auf der Ostseite der Kathedrale St. Nikolaus. Es diente ab 1907 als Gerichtsgebäude und beherbergt seit 2005 das Freiburger Stadtarchiv. Das Gebäude ist im Schweizerischen Kulturgüterschutz-Inventar (KGS-Inventar) in der Kategorie B unter der Bezeichnung Anc. Ecole des garçons mit der Nummer 13317 aufgelistet.

## Archivbestände
Das Freiburger Stadtarchiv umfasst hauptsächlich Verwaltungsbestände aus dem 19. und 20. Jahrhundert, das heisst von 1799/1803 bis heute. 1803 wurde der Kanton und die Stadt Freiburg offiziell getrennt. Es handelt sich vor allem um Dokumente, die vom Gemeinderat (Exekutive), Generalrat (Legislative), von der allgemeinen Verwaltung und von allen Dienststellen der Gemeinde erstellt oder entgegengenommen wurden. Zudem verfügt das Stadtarchiv über eine Sammlung freiburgischer Zeitungen – vervollständigt durch einen Pressespiegel ab 1993 – und eine Sammlung von Fotografien/Postkarten. Beide Sammlungen werden laufend erweitert.
Ausserdem verwaltet das Stadtarchiv Freiburg noch Fonds und Sammlungen, die dem Stadtarchiv von Privatpersonen und Vereinigungen anvertraut wurden: Cercle littéraire et de commerce Freiburg, Internationales Folkloretreffen Freiburg, Société Académique Belles-Lettres Fribourg, Verkehrsverein Freiburg und den Fonds Jean-Dubas, der teilweise über RERO explore (Abkürzung für: Résau Romand, dem Netz der Westschweizer Bibliotheken) zugänglich ist.
Das Stadtarchiv umfasst keine Bestände mit kantonalem, pfarreilichem, privatem, heraldischem oder genealogischem Charakter. Alle Quellen, welche die Stadt unter dem Ancien Régime bzw. bis zum Ende des 18. Jahrhunderts betreffen, werden im Staatsarchiv Freiburg aufbewahrt; Dokumente, welche die Diözese betreffen, sind im Archiv des Bistums Lausanne, Genf und Freiburg archiviert.
Das Archiv der Stadt Freiburg ist seit 2009 als A-Objekt im schweizerischen Inventar der Kulturgüter von nationaler Bedeutung (KGS-Inventar von 2009) gelistet.